# Ramulus harrisonia
Ramulus harrisonia är en insektsart som först beskrevs av Thanasinchayakul 2006.  Ramulus harrisonia ingår i släktet Ramulus och familjen Phasmatidae. Inga underarter finns listade i Catalogue of Life.